# Едуард Арбос
Едуард Арбос (ісп. Eduard Arbós, 7 травня 1983) — іспанський хокеїст на траві.
Срібний призер Олімпійських Ігор 2008 року.
Срібний призер Чемпіонату Європи 2007 року.
Переможець Трофею чемпіонів 2004 року.